# Rally van Corsica 1978
De Rally van Corsica 1978, officieel 22ème Tour de Corse - Rallye de France, was de 22ste editie van de Rally van Corsica en de tiende ronde van het Wereldkampioenschap Rally in 1978. Het was de 62ste rally van het FIA Wereldkampioenschap Rally.

## Resultaten en rangschikking
| Top tien klassement | Top tien klassement | Top tien klassement                        | Top tien klassement                           | Top tien klassement | Top tien klassement | Top tien klassement | Top tien klassement |
| Pos                 | Nr                  | Rijder Navigator                           | Auto Inschrijving                             | Gr                  | Tijd                | Verschil            | Punten              |
| ------------------- | ------------------- | ------------------------------------------ | --------------------------------------------- | ------------------- | ------------------- | ------------------- | ------------------- |
| 1                   | 1                   | Bernard Darniche Alain Mahé                | Fiat 131 Abarth Bernard Darniche              | 4                   | 06:47.34            | 0.00                | -                   |
| 2                   | 3                   | Jean Claude Andruet 'Biché'                | Fiat 131 Abarth Jean-Claude Andruet           | 4                   | 06:51.59            | + 4.25              | -                   |
| 3                   | 5                   | Sandro Munari Mario Manucci                | Fiat 131 Abarth Pierre-Louis Moreau           | 4                   | 06:52.59            | + 5.25              | -                   |
| 4                   | 9                   | Jacques Alméras Claude Perramond           | Porsche 911 Jacques Alméras                   | 4                   | 06:57.44            | + 10.10             | -                   |
| 5                   | 10                  | Michèle Mouton Françoise Conconi           | Fiat 131 Abarth Michèle Mouton                | 4                   | 06:58.12            | + 10.38             | -                   |
| 6                   | 29                  | Pierre-Louis Moreau Patrice Baron          | Porsche 911 Pierre-Louis Moreau               | 3                   | 07:05.11            | + 17.37             | -                   |
| 7                   | 6                   | Jean-Pierre Nicolas Vincent Laverne        | Opel Kadett GT/E Jean-Pierre Nicolas          | 2                   | 07:06.09            | + 18.35             | -                   |
| 8                   | 27                  | Daniel Rognoni Gilbert Dini                | Porsche 911 Daniel Rognoni                    | 3                   | 07:17.55            | + 30.21             | -                   |
| 9                   | 21                  | Claude Balesi Jean-Paul Cirindini          | Alpine-Renault A110 1800 Claude Balesi        | 4                   | 07:19.19            | + 31.45             | -                   |
| 10                  | 89                  | Christian Dorche Jean-François Fauchille   | Opel Kadett GT/E Christian Dorche             | 1                   | 07:31.03            | + 43.29             | -                   |
| Niet aan de finish  |                     |                                            |                                               |                     |                     |                     |                     |
| Pos                 | Nr                  | Rijder Navigator                           | Auto Inschrijving                             | Gr                  | KP                  | Reden               | Punten              |
| NF                  | 2                   | Tony Pond Fred Gallagher                   | Triumph TR7 V8 Tony Pond                      | 4                   | 1                   | koppeling           | -                   |
| NF                  | 4                   | Jean-Pierre Manzagol Jean-François Filippi | Alpine-Renault A110 1800 Jean-Pierre Manzagol | 4                   | 4                   | differentieel       | -                   |
| NF                  | 7                   | Jean-Luc Thérier Michel Vial               | Triumph TR7 V8 Jean-Luc Thérier               | 4                   | 2                   | versnellingsbak     | -                   |
| NF                  | 8                   | Francis Serpaggi Dominique Subrini         | Lancia Stratos HF Francis Serpaggi            | 4                   | 1                   | motor               | -                   |
| NF                  | 11                  | Adartico Vudafieri Bruno Scabini           | Lancia Stratos HF Adartico Vudafier           | 4                   | 1                   | ongeluk             | -                   |
| NF                  | 12                  | Francis Vincent Willy Huret                | Porsche 911 Francis Vincent                   | 4                   | 2                   | elektrisch          | -                   |
| NF                  | 14                  | Attilio Bettega Gianni Vacchetto           | Lancia Stratos HF Lancia Stratos              | 4                   | 8                   | lekke banden        | -                   |
| NF                  | 22                  | Gérard Swaton Bernard Cordesse             | Porsche 911 Gérard Swaton                     | 3                   | 5                   | ongeluk             | -                   |
| NF                  | 28                  | Christian Gardavot Georges Otto            | Porsche 911 Christian Gardavot                | 3                   | -                   | ongeluk             | -                   |
| NF                  | 32                  | Francis Leymarie Patrick Vieux-Rochat      | Alpine-Renault A310 Francis Leymarie          | 3                   | -                   | -                   | -                   |

#### Statistieken
| Klassementsproeven  | Klassementsproeven |                     | Leiders | Leiders |
| Rijder              | Aantal             | Rijder              | KP      |         |
| Jean-Claude Andruet | 4                  | Sandro Munari       | 1-2     |         |
| Sandro Munari       | 3                  | Jean-Claude Andruet | 3-8     |         |
| Jacques Alméras     | 2                  | Bernard Darniche    | 9-10    |         |
| Bernard Darniche    | 2                  |                     |         |         |

### Constructeurskampioenschap
| Pos | Constructeur    | MON | SWE | KEN | POR | GRE | FIN | CAN | ITA | CIV | FRA | GBR | Pts |
| --- | --------------- | --- | --- | --- | --- | --- | --- | --- | --- | --- | --- | --- | --- |
| 1   | Fiat            | 14  | 14  |     | 18  | 18  | 18  | 18  | 16  |     | 18  |     | 134 |
| 2   | Opel            | 10  | 12  |     | 13  | 12  | 11  | 16  | 10  |     | 12  |     | 96  |
| 3   | Ford            |     | 18  | 7   | 16  | 9   | 6   | 13  | 13  |     |     |     | 82  |
| 4   | Porsche         | 18  |     | 16  | 7   |     | 12  |     | 14  |     | 12  |     | 79  |
| 5   | Lancia          | 8   | 12  |     |     | 11  |     |     | 18  |     |     |     | 49  |
| 6   | Toyota          |     |     |     | 15  | 6   | 13  | 14  |     |     |     |     | 48  |
| 7   | Peugeot         |     |     | 18  | 9   |     |     |     |     | 18  |     |     | 45  |
| 8   | Datsun          |     |     | 16  |     | 16  |     |     |     | 10  |     |     | 42  |
| 9   | Renault         | 17  |     |     |     |     |     |     |     | 16  |     |     | 33  |
| 10  | Saab            |     | 8   |     |     |     |     | 10  |     |     |     |     | 18  |
| 11  | Volkswagen      |     | 9   |     |     |     |     | 8   |     |     |     |     | 17  |
| 12  | Mitsubishi      |     |     | 5   |     |     |     |     |     | 11  |     |     | 16  |
| 13  | Vauxhall        |     |     |     |     |     | 14  |     |     |     |     |     | 14  |
| =   | Alfa Romeo      |     |     |     |     |     |     |     | 14  |     |     |     | 14  |
| 15  | Mercedes        |     |     | 12  |     |     |     |     |     |     |     |     | 12  |
| =   | British Leyland |     |     |     |     |     |     | 12  |     |     |     |     | 12  |
| 17  | Volvo           |     | 10  |     |     |     |     |     |     |     |     |     | 10  |
| 18  | Škoda           |     |     |     |     | 6   |     |     |     |     |     |     | 6   |
| 19  | Alpine-Renault  |     |     |     |     |     |     |     |     |     | 5   |     | 5   |
| 20  | Lada            |     |     |     |     | 4   |     |     |     |     |     |     | 4   |